# Dudu Camargo
Eduardo Ferreira de Almeida Camargo (São Paulo, 1 de junho de 1998), mais conhecido como Dudu Camargo, é um apresentador de televisão, ator, modelo e radialista brasileiro, mais conhecido por ter sido âncora do telejornal Primeiro Impacto, exibido pelo SBT.

## Biografia
Eduardo nasceu no distrito de Vila Formosa no município de São Paulo, em 1 de junho de 1998.
Começou a sua carreira após uma agenciadora de modelos encontrá-lo em um passeio num Centro comercial com seus pais, que acabou convidando Dudu Camargo para atuar em campanhas publicitárias. Isso o ajudou a fazer participações como ator na novela Revelação e no quadro Lendas Urbanas, do Domingo Legal, ambos programas do SBT. Já trabalhou como apresentador na rede NGT, com uma coluna social no programa Temperando o Papo, além de aparecer em outras atrações da emissora como o Programa do Jacaré. Dudu informa já ter participado de um programa de humor na Rádio Líder, do interior de Minas Gerais, mas sem especificar a cidade.
Também como trabalhou como ator no teatro, atuando na peça infantil Ame a Amazônia, em 2008. O espetáculo teatral contava a história do curumim Caynã, protagonista vivido por Dudu Camargo, que vivia em uma tribo indígena que era ameaçada por uma empresa que queria extrair madeira da Amazônia ilegalmente. Para incentivar a preservação da floresta, mudas eram distribuídas ao público após o término da apresentação teatral. A peça teve apresentações em cidades como São Paulo, Manaus e Brasília e contava com a direção de Vanessa Navas e Arthur César.
Em 2016, passou a atuar no programa Fofocando, novamente no SBT, interpretando o personagem Homem do Saco na atração comandada por Mara Maravilha ,Leão Lobo e Mamma Bruschetta. Tal personagem, como sugere o nome, consiste num tipo que vive com um saco de papel na cabeça, vestindo um smoking e usando luvas com o objetivo de preservar sua identidade para poder fazer comentários sem ser identificado. O personagem, bem como o Fofocando, foram criações de Silvio Santos, que prometeu contratá-lo ao completar 18 anos de idade, após ele lhe abordar no salão de cabeleireiro do Jassa, lugar em que o empresário costuma frequentar.
No dia 11 de outubro, véspera do Dia das Crianças, o jovem foi levado em segredo para fazer um piloto que acabou sendo aprovado pelo próprio Silvio Santos, que lhe colocou como novo âncora do telejornal Primeiro Impacto no dia seguinte. A escolha chamou a atenção por causa de sua pouca idade, por sua falta de experiência e de formação jornalística, e também pelo fato dele substituir as jornalistas Karyn Bravo e Joyce Ribeiro na ancoragem do noticiário. Com a sua entrada no Primeiro Impacto, o telejornal perdeu a bancada e acabou adotando uma estética mais informal.
No dia 30 de dezembro, foi ao ar a última edição do Primeiro Impacto, que acabou sendo cancelado devido a uma reestruturação nos telejornais do SBT. O Jornal do SBT também foi cancelado no mesmo dia, e na semana seguinte, o SBT Notícias passou a ocupar os horários que eram anteriormente ocupados por esses telejornais na grade de programação da emissora. Após a mudança, os âncoras dos telejornais cancelados — incluindo Dudu Camargo — foram transferidos para o SBT Notícias.
Essas mudanças na grade acabaram afetando também o Fofocando. O programa, que era exibido durante a tarde, passou a ser gravado na noite do dia anterior para ser exibido na manhã do dia seguinte, após o SBT Notícias. Porém, a partir de 23 de janeiro de 2017, Dudu Camargo deixou de fazer parte do elenco do Fofocando, que passou a se chamar Fofocalizando e voltou a ser exibido no período vespertino. O seu personagem, Homem do Saco, foi substituído por Décio Piccinini.
O cancelamento do Primeiro Impacto durou apenas um mês, sendo que, após decisão de Silvio Santos, o telejornal voltou ao ar no dia 1 de fevereiro de 2017. Antes do noticiário voltar ao ar nesta data, em 10 de janeiro, o SBT tinha anunciado que o telejornal voltaria a ser exibido pela emissora com apresentação de Dudu Camargo, mas durante o horário da tarde ao invés de manhã. Só que tal volta foi cancelada no mesmo dia, com o SBT prometendo voltar com o Primeiro Impacto em uma outra oportunidade.
Posteriormente, Dudu Camargo se registrou profissionalmente como jornalista no Ministério do Trabalho e Previdência Social, mesmo sem ter formação na área, já que uma decisão de 2009 do Supremo Tribunal Federal definiu que não seria mais obrigatório ter se formado num curso de jornalismo para exercer a profissão.
A Super Rádio, estação que opera em AM 1 150 kHz na Grande São Paulo, contratou o apresentador para assumir a faixa entre 20h e 22h. A atração, que se chamará Dudu Camargo, contará com direção Cristian Gomes e será pautada em entretenimento, com entrevistas com celebridades, fofocas e notícias de última hora. A nova atração tinha previsão de estreia para o dia 26 de junho de 2017. No primeiro programa, a atração teve como convidados o jornalista Daniel Castro e o humorista Evandro Santo. Por telefone, participaram também os apresentadores Celso Portiolli e Sônia Abrão. Após quatro meses na emissora, Dudu foi dispensado devido a baixa audiência, segundo a direção da emissora, o publico da internet não migrou para o rádio como o esperado.
Em junho de 2023, o SBT demitiu Dudu Camargo por mau comportamento. Tido como protegido de Silvio Santos, Camargo era considerado protegido pelo dono da emissora. Com Silvio ausente presencialmente do SBT, Dudu foi forçado pelo RH do SBT a tirar 60 dias de férias, porém, sem a proteção do dono da emissora, o corte foi inevitável. Em 1 de setembro, Dudu Camargo foi contratado pela TV Astral de Campinas para apresentar o telejornal diário Alerta News. Em 3 de novembro, Dudu Camargo assinou um contrato com a TV Meio Norte Teresina para apresentar um programa de jornalismo popular.
Em 21 de junho de 2024, Dudu Camargo demitiu-se da Rede Meio, onde apresentava o programa Brasil 40 Graus. Segundo a imprensa, a saída foi motivada por uma mudança de rotina e cidade, além da decisão de candidatar-se ao cargo de vereador em São Paulo. De acordo com o portal Em Off, outro motivo seria sua participação no elenco de A Fazenda 16, reality show da Record. Em 18 de outubro, Dudu Camargo foi recontratado pela Rede Meio para assumir a apresentação do programa Bom Dia Meio.

## Origem do nome artístico
Durante sua participação no quadro Jogos das Três Pistas, do Programa Silvio Santos, Dudu Camargo falou sobre a escolha do seu nome artístico para Silvio Santos. Ele explicou que se inspirou no nome de Gugu Liberato por sugestão de Raul Gil, pois o diminutivo "Dudu", de seu nome Eduardo, seria um modo mais fácil para que as pessoas memorizarem o seu nome.

## Controvérsias

### Falta de experiência jornalística
A entrada de Dudu Camargo na apresentação do Primeiro Impacto causou grande repercussão no meio jornalístico, fazendo que o Sindicato dos Jornalistas Profissionais no Estado de São Paulo (SJSP), com o apoio da Federação Nacional dos Jornalistas (Fenaj), lançasse um nota em protesto contra a sua entrada no telejornal do SBT, que afastou as jornalistas Karyn Bravo e Joyce Ribeiro da ancoragem do noticiário. Algumas publicações acabaram repercutindo a sua falta de experiência jornalística do apresentador, além dele não ser formado na área e também por assumir o posto de âncora com pouca idade. O apresentador rebateu as críticas feitas à sua entrada no telejornal em entrevistas feitas para alguns veículos de imprensa.

### Acusação de agressão
Em junho de 2017, um suposto ex-namorado de Dudu, publicou uma carta aberta em uma rede social acusando-o de de violência psicológica e agressão física: "Não tenho tudo registrado, - e acho que nem preciso - mas eu vivi, as pessoas viram e tentaram me ajudar, mas eu recusei, com medo." Após a publicação do texto, Dudu Camargo registrou um boletim de ocorrência por calúnia, difamação e injúria.

### Participação noPânico na Band
No dia 25 de junho de 2017, Dudu participou do programa Pânico na Band. Emílio Surita entregou o programa ao vivo para Dudu apresentar e até que ele foi elogiado pela apresentação, porém a participação de Dudu no quadro "Vale Night" causou controvérsia, por mostra cenas de Dudu se divertindo com mulheres seminuas, provando bebidas alcoólicas e até participando de cenas de sadomasoquismo. Foi muito questionado se um âncora de telejornal poderia participar de tal cenas sem pôr em xeque sua credibilidade como jornalista.

### Interação com Maisa Silva
Durante o Programa Silvio Santos exibido no dia 18 de junho de 2017, Silvio Santos sugeriu que Maisa Silva e Dudu deveriam namorar, Maisa ficou incomodada com a sugestão de Silvio e respondeu: “Ele não faz meu tipo, eu não posso fazer nada. Ele é muito engessado, não parece que é de verdade. Ele fala esquisito. Ninguém é assim o tempo todo, as pessoas gostam de gente de verdade... Ele é todo engomadinho, ele faz essa voz. Eu duvido que ele fala assim acordando. Eu não gosto tanto de formalidade." Em outros momentos do programa Maisa disse que não tinha interesse de conhecer Dudu nem como amigo "Meus amigos são normais", e também se negou a tirar foto com ele. Após a exibição do programa Maisa foi criticada por internautas que disseram que ela foi muito grossa como Dudu, ela respondeu as criticas: "Nem todo mundo é obrigado a aceitar cem por cento de tudo que ouve, eu não vou me desculpar pela sinceridade." Questionado sobre a polêmica, Dudu afirmou que não entende o porque de tanta polêmica, e que também não se sente na obrigação de se desculpar, porque acredita que não fez nada para ofender Maisa. Dudu também comemorou a polêmica: "Levantou meu nome!"
No dia 27 de junho de 2017, segundo o colunista Flavio Ricco, durante a gravação do Programa Silvio Santos, Silvio chamou Maisa e deu a palavra durante o jogo dos pontinhos, para falar sobre a polêmica que tomou as redes sociais envolvendo seu nome, o de Maisa e de Dudu. Maisa falou sem saber da presença de Dudu no programa, foi quando ele entrou de surpresa. Silvio justificou a presença de Dudu dizendo que eles deveriam selar a paz com um abraço e talvez um selinho, foi quando Maisa voltou a ficar ofendida e a não suportar as brincadeiras de Silvio, ela se retirou do programa chorando. O pai de Maisa também abordou Dudu nos bastidores e o proibiu de tocar no nome da sua filha. Silvio Santos também se posicionou quanto à participação do Dudu no "Pânico" e ainda mandou um recado para seus diretores de jornalismo: "Se não quiserem o Dudu no Jornalismo, ele vai trabalhar no auditório. Vou transformá-lo em um dos maiores apresentadores da televisão brasileira." Mesmo com toda a discussão na gravação, Silvio prometeu exibir tudo no domingo seguinte, 2 de julho. Alguns dias depois, Silvio decidiu não exibir o reencontro de Maisa e Dudu, e até o hoje o momento não veio a publico.

### Assédio contra Simony
Em março de 2020, a cantora e apresentadora Simony divulgou um comunicado no qual afirma que procurou a 4ª Delegacia de Defesa da Mulher de São Paulo para denunciar Dudu Camargo por importunação sexual. O comunicado da cantora se refere às atitudes do apresentador do SBT durante transmissão ao vivo diretamente do sambódromo do Anhembi no primeiro dia de cobertura do Carnaval de São Paulo, em 21 de fevereiro, nos Bastidores do Carnaval, na RedeTV!, quando o jovem tocou seu seio, a segurou para dar um 'selinho' e passou a mão inúmeras vezes em seu vestido. Após ele ser denunciado, Dudu Camargo levou uma advertência da direção do SBT e, com isso, o apresentador estaria proibido de participar de programas e dar entrevistas para outras emissoras e veículos.

### Incidente e demissão do SBT
Desde o início de 2023, o emprego do apresentador no SBT estaria ameaçado devido a uma série de questões pelas quais ele se envolveu nos últimos meses. Entre elas, destaca-se o seu afastamento em janeiro, após ter feito uma analogia inadequada entre a sua interação com Maísa Silva e um caso de feminicídio durante o telejornal Primeiro Impacto.
Em 5 de junho de 2023, o apresentador foi oficialmente demitido após cerca de 7 anos de trabalho. O suposto motivo da demissão foi um incidente que ocorreu pouco antes de seu afastamento. Após passar mal e não conseguir chegar ao banheiro a tempo, ele teria defecado no camarim e escondido a toalha suja atrás de um micro-ondas, sendo esta utilizada para uma tentativa de remoção das fezes. O mau cheiro resultante causou reclamações dos demais apresentadores à direção da emissora. Após a descoberta da toalha por uma camareira, as imagens das câmeras de segurança mostraram o apresentador dirigindo-se ao banheiro com as calças abaixadas. Camargo assumiu a responsabilidade pelo incidente com as fezes, alegando estar indisposto e sem tempo suficiente para ir ao banheiro. Ele foi afastado do matinal alguns dias depois, e as imagens circularam entre os funcionários, gerando piadas.
Após o vazamento da motivação, Dudu virou motivo de piada nacionalmente, com seu nome indo parar em vários programas de fofoca, como o A Tarde é Sua e o quadro A Hora da Venenosa, do Balanço Geral, mas em sua versão na RecordTV Interior SP, quando chegou a tentar um emprego no canal, mas foi vetado pela direção. Em nota, o SBT disse ao site Veja: “O SBT confirma a saída do apresentador, mas não comentaremos o motivo”.

## Filmografia

### Televisão
| Ano              | Título                 | Papel              | Notas                        | Ref.                 |
| ---------------- | ---------------------- | ------------------ | ---------------------------- | -------------------- |
| 2008             | Revelação              |                    | Participação especial        | [ 8 ]                |
| 2011             | Programa do Gugu       | Vários personagens | Quadro: "Lendas Urbanas"     | [carece de fontes?]  |
| 2016-2017        | Fofocando              | Homem do Saco      |                              | [ 40 ]               |
| 2016 e 2017–2023 | Primeiro Impacto       | Apresentador       |                              | [ 41 ] [ 82 ] [ 79 ] |
| 2017             | SBT Notícias           | Apresentador       |                              | [ 30 ]               |
| 2018             | Programa Silvio Santos | Ele mesmo          | Quadro: "Jogo dos Pontinhos" | [ 88 ]               |
| 2018             | A Praça É Nossa        | Ele mesmo          |                              |                      |
| 2018             | Bake Off Brasil 2      | Ele mesmo          | Participante                 |                      |
| 2022–2023        | SBT Notícias           | Apresentador       |                              | [ 89 ] [ 79 ]        |
| 2023             | Alerta News            | Apresentador       |                              | [ 90 ]               |
| 2023–2024        | Brasil 40° Graus       | Apresentador       |                              | [ 91 ]               |
| 2024–presente    | Bom Dia Meio           | Apresentador       |                              | [ 92 ]               |

## Teatro
| Ano  | Título         | Papel | Notas        | Ref.   |
| ---- | -------------- | ----- | ------------ | ------ |
| 2008 | Ame a Amazônia | Caynã | Protagonista | [ 12 ] |

## Prêmios e indicações
| Ano  | Prêmio    | Categoria        | Trabalho         | Resultado | Ref.   |
| ---- | --------- | ---------------- | ---------------- | --------- | ------ |
| 2016 | Prêmio F5 | Revelação do Ano | Primeiro Impacto | Indicado  | [ 93 ] |